# Upplands runinskrifter 418
Upplands runinskrifter 418 är en vikingatida runsten av grå skiffrig stenart i Brista, Norrsunda socken och Sigtuna kommun. Runstenen är belägen i nordvästra delen av ett gravfält. Den är cirka 1,5 meter hög och 1,1 meter bred.
Ristningen är osignerad men mycket talar för att Åsmund Kåresson är runristaren. Ornamentiken på U 418 påminner till exempel om de av Åsmund signerade runstenarna U 346 och U 356.

## Inskriften
Translitterering av runraden:
(þ)(u)[rfas]tr · auk| |kitilui · þau · litu · stain [·] rito [·] ifti[ʀ] · þurstain · faþur sin · kuþ hialbi hont · hons
Normalisering till runsvenska:
Þorfastr ok Kætilvi þau letu stæin retta æftiʀ Þorstæin, faður sinn. Guð hialpi and hans.
Översättning till nusvenska:
Torfast och Kättilvi de läto resa stenen efter Torsten, sin fader. Gud hjälpe hans ande.